# Szentgotthárd

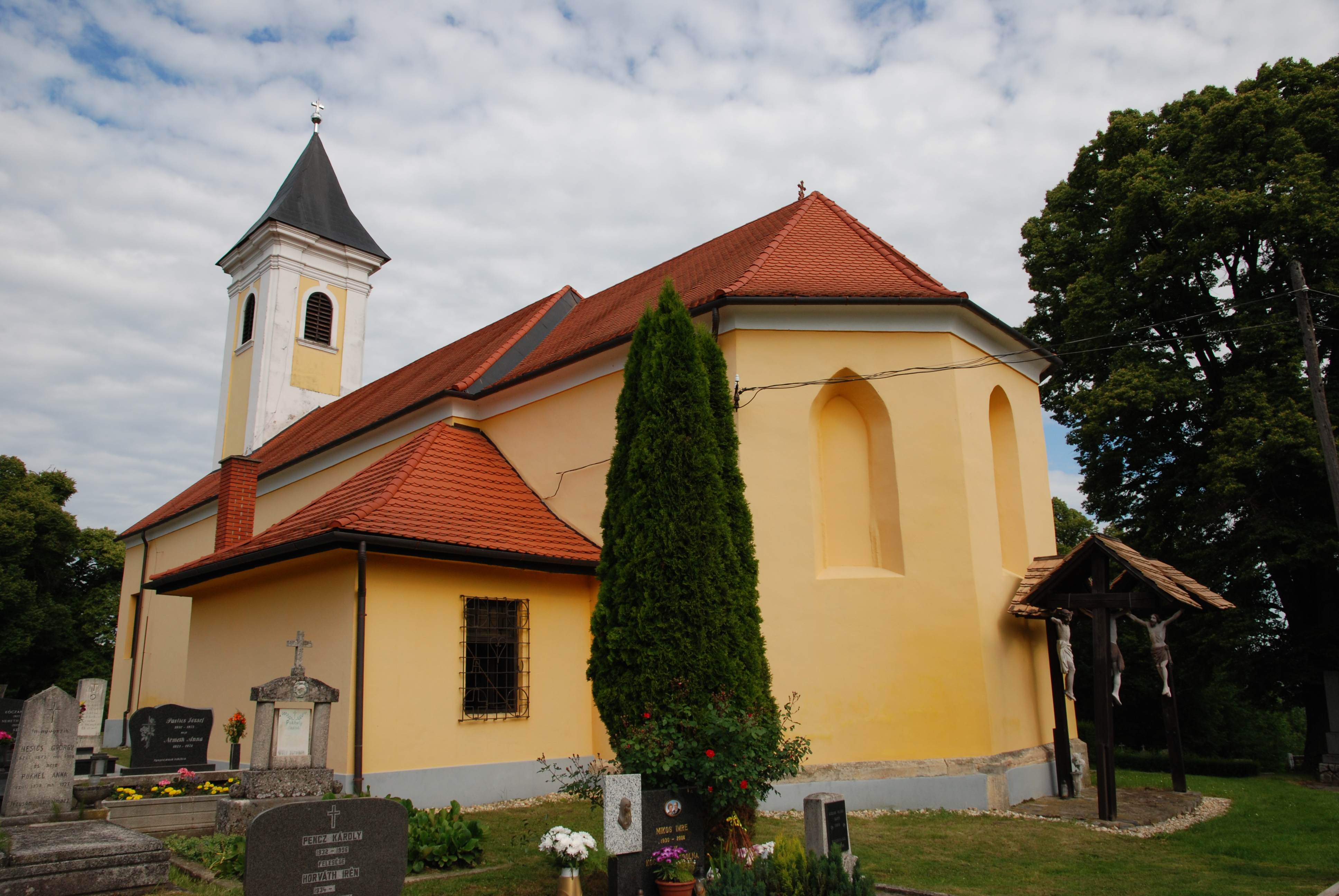
Katolický kostel v Rábakethelyu

Szentgotthárd (doslovně přeloženo Svatý Gothard) je maďarské město v okresu Szentgotthárd, v župě Vas.

## Poloha
Město leží na hranicích s Rakouskem na cestě mezi městy Budapešť a Štýrský Hradec. Nachází se zde železniční hraniční přechod. V Széntgotthárdu se stékají řeky Rába a Lapincs.

## Historie
V 16. a 17. století zde byla válečná zóna. Byla zde též postavena malá pevnost. V roce 1664 se v těchto místech konala důležitá bitva, kdy kapitán Raimondo Montecuccoli s Rakušany a Francouzi vyhrál nad Turky. V roce 1705 maďarské síly porazily Rakušany, ale tehdejší místo bojiště nyní patří do Rakouska.
Na konci 18. století byla postavena železnice mezi Budapeští a Štýrským Hradcem, která je vedena i přes Szentgotthárd, a tento počin velmi ovlivnil zdejší komunitu. Po roce 1945 byl Szentgotthárd součástí železné opony a zdejší rozvoj se zastavil. V roce 1983 se tato obec stala městem a v roce 1989, kdy železná opona padla se město stalo i průmyslovým a turistickým centrem.
Město je centrem slovinské menšiny a je zde i Slovinský pracovní konzulát.

## Zajímavosti
- kostel Nanebevstoupení Panny Marie
- divadlo, někdejší kostel

## Osobnosti
- Miklós Szabó (dirigent)
- Zoltán Gaál (chemik)
- Dezső Kerecsényi (literární historik)
- Gyula Décsi (ministr)
- Tibor Gécsek (kladivař)

## Panorama

Panorama Szentgotthárdu

## Partnerská města
- Walldürn, Německo
- Delle, Francie
- Petrilla, Rumunsko
- Tarvisio, Itálie
- Izola, Slovinsko